# Chebakia

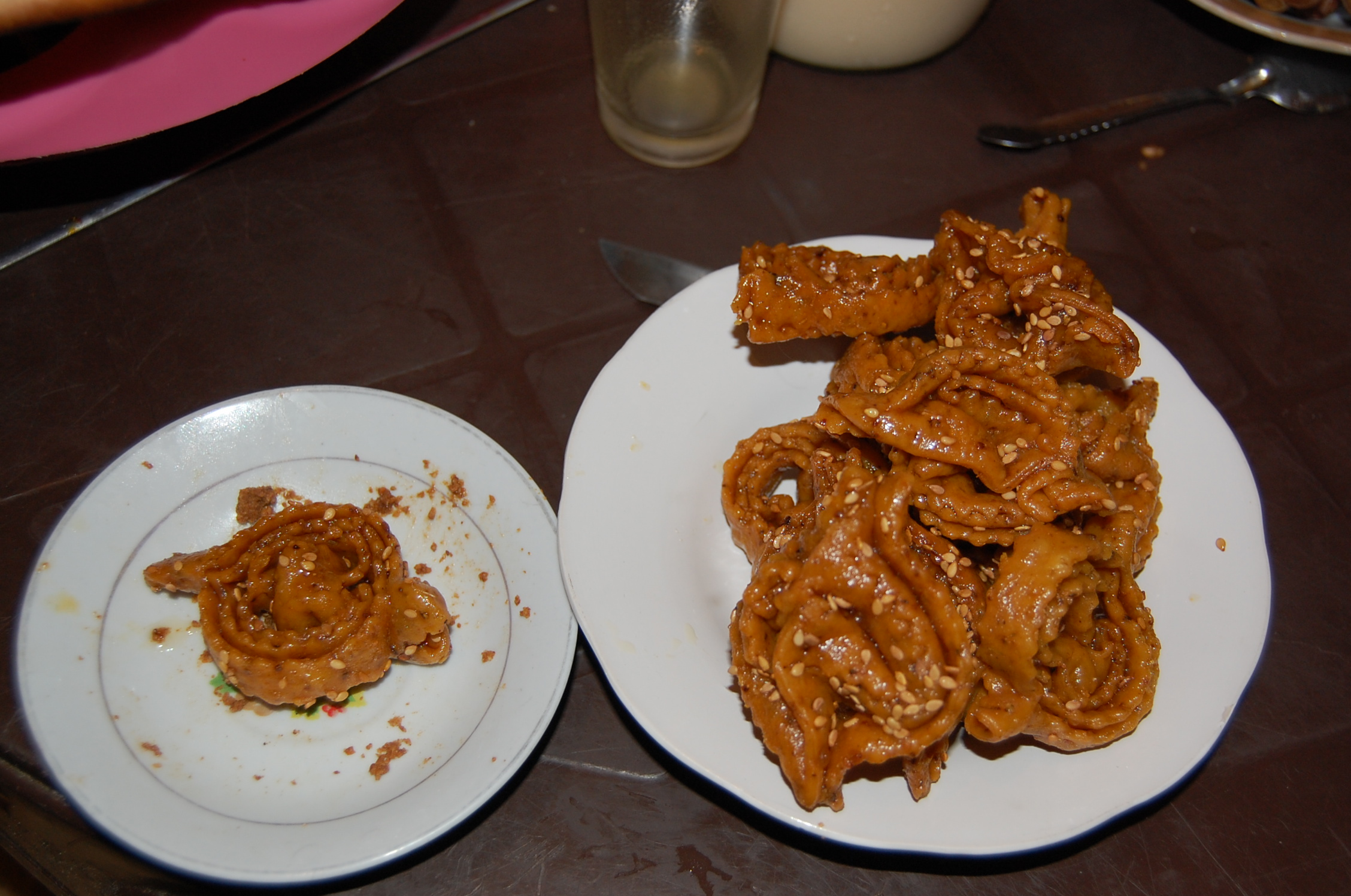
Chebakia

Chebakia (Arabisch: شباكية) is een Marokkaanse zoete lekkernij, die veelal tijdens de islamitische maand ramadan wordt gegeten.
Chebakia is samengesteld uit verschillende reepjes deeg, van langwerpig tot gevlochten. Het deeg wordt gefrituurd en vervolgens gedompeld in vloeibare honing (soms vermengd met oranjebloesemwater). Eventueel kan het met sesamzaadjes gegarneerd worden, of deze worden in het deeg verwerkt.